# Abu al-Atahijja
Abu al-Atahijja, właśc. Isma'il ibn al-Kasim (ur. 748, zm. 825) – arabski poeta, pochodzący z beduińskiego plemienia Anaza.

## Życiorys
Urodził się w Kufie, gdzie spędził kilka pierwszych lat życia, później przeniósł się do Bagdadu. Utrzymywał się z garncarstwa, pisząc jednocześnie lekkie, zabawne utwory, dzięki którym szybko zdobył sobie popularność, znany był nawet na dworze kalifa Al-Mahdiego. Wplątał się w dworskie intrygi, starając się o względy służącej na dworze kalifa. Rezultatem romansu była jednak utrata względów władcy, poeta został nawet oskarżony o odstępstwo od islamu i wtrącony do więzienia, z którego wyszedł dopiero za panowania kalifa Haruna ar-Raszida (786-804).
Twórczość Abu al-Atahijji jest niejednolita. Początkowo pisał proste, lekkie utwory, z czasem jednak, pod wpływem doświadczeń życiowych, zmienił tematykę swych wierszy, tworząc głównie poezję ascetyczną i poruszając kwestie przemijania, nietrwałości życia, konieczności śmierci. Pisał panegiryki, elegie, poematy liryczne, poezje religijne oraz poezje moralizatorskie. W twórczości i języku jego poezji zauważalne są tendencje modernistyczne.
Na język polski przełożony został reprezentatywny wybór twórczości poety, zamieszczony w antologiach Klasyczna poezja arabska. Poezja epoki Abbasydów (VIII-XIII w.), Warszawa 1988 oraz Poezja arabska. Wiek VI-XIII. Wybór, Wrocław-Warszawa-Kraków 1997 (przekłady autorstwa Aleksandry Witkowskiej i Janusza Daneckiego).